# Azumanga Daioh
Azumanga Daioh (яп. あずまんが大王) — манґа Кійохіко Адзуми, за якою в 2002 році був створений однойменний аніме-серіал.
Манґа видавалася у форматі йонкома (чотирьохкадрова манґа) в журналі Dengeki Daioh. Назва не перекладається, вона складена з назви журналу та імені автора манґи, хоча в серіалі обігрується значення слова «Daioh», що перекладається як «Король». У Адзуми є ще декілька коротких творів із словом «Azumanga» в заголовку, але цього серіалу вони ніяк не стосуються. До серіалу можна віднести невеликий ролик «Azumanga Web Daioh» (ONA), в якому головні героїні знімаються на пам'ять за допомогою відеокамери.
Аніме демонструвалося у вигляді п'ятихвилинних серій у будні і як 25-хвилинна компіляція у вихідні. У результаті існує 130 п'ятихвилинних серій, які також можна розглядати як 26 класичних двадцятип'ятихвилинних серій, саме в останній формі він знайомий українським глядачам.
Четверо персонажів потрапили в список ста найкращих героїнь аніме 2002 року за версією журналу Newtype: Осака зайняла сьоме місце, Чіо-чян — одинадцяте, Сакакі — 21-ше і Йомі — 78-ме, що в цілому вивело Azumanga Daioh на друге місце серед серіалів за популярністю жіночих персонажів.

## Сюжет
Основною сюжетною лінією манґи і аніме є опис звичайного життя в японській старшій школі протягом трьох повних навчальних років до закінчення школи. Головні герої — шість школярок і дві вчительки. Окрім них є кілька другорядних персонажів, включаючи трохи ненормального вчителя і дівчину, платонічно закохану в Сакакі (одну з головних героїнь).
Читачі і глядачі спостерігають нав'язливий та непереборний потяг Сакакі до котів, життя дівчинки-вундеркінда Чійо-чян в старшій школі, терпляче ставлення Йомі до витівок своєї подруги Томо. Вони дізнаються про все, що складає життя звичайних японських школярів: про літні канікули, свята, іспити, спортивні заходи, відносинах в класі і з вчителями. Всі події показані тричі, але герої стають старшими на рік і тому вони сприймаються вже по-іншому. Хоча в основному описується щоденне життя, іноді розповідь несподівано розбавляється спалахами сюрреалізму, наприклад, в зображенні новорічних снів героїнь. Увесь серіал просякнути світлим та дещо абсурдним гумором, який не усі можуть оцінити.
У короткометражній ONA головні героїні-школярки вирішили записати на пам'ять відеокасету за допомогою відеокамери. Але у них нічого не виходить і вони навіть заважають цьому. Коли вони закопують вже записану відеокасету в надії переглянути її через багато років, несподівано це місце перетворюється на звалище.

## Створення
Назва манґи не має особливого значення для історії. «Azumanga» — це портманто від імені автора «Azuma» та «manga», тоді як «Daioh» походить від журналу, у якому воно було опубліковано — Dengeki Daioh. В аніме «daioh» згадується під час попереднього перегляду наступного епізоду, вживається в контексті зі значенням «великий король».
«Адзуманґа» також використовується як загальний термін для інших коміксів та ілюстрацій Кійохіко Адзуми. Дві попередні збірки творів Адзуми, включно з офіційними коміксами анімації Pioneer, були опубліковані як Azumanga та Azumanga 2 у 1998 та 2001 роках відповідно. Пізніше Azumanga була перевидана у зменшеному виданні під назвою Azumanga Recycle.

## Медіа

### Манґа
Манґа у вигляді ненумерованих глав виходила у щомісячному журналі Dengeki Daioh з лютого 1999 по травень 2002. Після закінчення була видана у вигляді танкобону з чотирьох томів. Кожен том ілюструє приблизно рік з життя головних героїнь. У 2009 році на честь десятиріччя виходу манґу було перевидано у трьохтомному танкобоні. У видання ввійшли три нові глави.

### Аніме
Аніме-серіал Azumanga Daioh: The Animation був створений студією J.C.Staff і виходив у ефір телеканалів компанії TV Tokyo з 8 квітня 2002 року по 30 вересня 2002 року.

## Сприйняття
У Японії манґа Azumanga Daioh потрапила у список творів, рекомендованих журі шостого Японського фестивалю медіа-мистецтва в 2002 році. Манґа була названа однією з 25 найкращих манґ на Японському фестивалі медіа-мистецтва 2006 року.